# ويليام هيرن
ويليام هيرن (بالإنجليزية: William Hearn)‏ هو مجدف نيوزيلندي، (ولد في بيزلي في المملكة المتحدة 1850  م).